# Sarracenia
Sarracenia este un gen de plante carnivore din familia Sarraceniaceae, ordinul Ericales.

## Specii
Cladogramă conform Catalogue of Life:

| Sarracenia | \| \| Sarracenia ahlesii \| \| \| \| \| \| Sarracenia alata \| \| \| \| \| \| Sarracenia areolata \| \| \| \| \| \| Sarracenia bellii \| \| \| \| \| \| Sarracenia casei \| \| \| \| \| \| Sarracenia catesbaei \| \| \| \| \| \| Sarracenia charlesmoorei \| \| \| \| \| \| Sarracenia chelsonii \| \| \| \| \| \| Sarracenia exornata \| \| \| \| \| \| Sarracenia flava \| \| \| \| \| \| Sarracenia formosa \| \| \| \| \| \| Sarracenia gilpinii \| \| \| \| \| \| Sarracenia harperi \| \| \| \| \| \| Sarracenia leucophylla \| \| \| \| \| \| Sarracenia minor \| \| \| \| \| \| Sarracenia mitchelliana \| \| \| \| \| \| Sarracenia moorei \| \| \| \| \| \| Sarracenia naczii \| \| \| \| \| \| Sarracenia oreophila \| \| \| \| \| \| Sarracenia popei \| \| \| \| |
|            | \| \| Sarracenia ahlesii \| \| \| \| \| \| Sarracenia alata \| \| \| \| \| \| Sarracenia areolata \| \| \| \| \| \| Sarracenia bellii \| \| \| \| \| \| Sarracenia casei \| \| \| \| \| \| Sarracenia catesbaei \| \| \| \| \| \| Sarracenia charlesmoorei \| \| \| \| \| \| Sarracenia chelsonii \| \| \| \| \| \| Sarracenia exornata \| \| \| \| \| \| Sarracenia flava \| \| \| \| \| \| Sarracenia formosa \| \| \| \| \| \| Sarracenia gilpinii \| \| \| \| \| \| Sarracenia harperi \| \| \| \| \| \| Sarracenia leucophylla \| \| \| \| \| \| Sarracenia minor \| \| \| \| \| \| Sarracenia mitchelliana \| \| \| \| \| \| Sarracenia moorei \| \| \| \| \| \| Sarracenia naczii \| \| \| \| \| \| Sarracenia oreophila \| \| \| \| \| \| Sarracenia popei \| \| \| \| |
|            | Darlingtonia |
|            | |
|            | Heliamphora |
|            | |
|            | Sarracenia ahlesii |
|            | |
|            | Sarracenia alata |
|            | |
|            | Sarracenia areolata |
|            | |
|            | Sarracenia bellii |
|            | |
|            | Sarracenia casei |
|            | |
|            | Sarracenia catesbaei |
|            | |
|            | Sarracenia charlesmoorei |
|            | |
|            | Sarracenia chelsonii |
|            | |
|            | Sarracenia exornata |
|            | |
|            | Sarracenia flava |
|            | |
|            | Sarracenia formosa |
|            | |
|            | Sarracenia gilpinii |
|            | |
|            | Sarracenia harperi |
|            | |
|            | Sarracenia leucophylla |
|            | |
|            | Sarracenia minor |
|            | |
|            | Sarracenia mitchelliana |
|            | |
|            | Sarracenia moorei |
|            | |
|            | Sarracenia naczii |
|            | |
|            | Sarracenia oreophila |
|            | |
|            | Sarracenia popei |
|            | |

|  | Sarracenia ahlesii       |
|  |                          |
|  | Sarracenia alata         |
|  |                          |
|  | Sarracenia areolata      |
|  |                          |
|  | Sarracenia bellii        |
|  |                          |
|  | Sarracenia casei         |
|  |                          |
|  | Sarracenia catesbaei     |
|  |                          |
|  | Sarracenia charlesmoorei |
|  |                          |
|  | Sarracenia chelsonii     |
|  |                          |
|  | Sarracenia exornata      |
|  |                          |
|  | Sarracenia flava         |
|  |                          |
|  | Sarracenia formosa       |
|  |                          |
|  | Sarracenia gilpinii      |
|  |                          |
|  | Sarracenia harperi       |
|  |                          |
|  | Sarracenia leucophylla   |
|  |                          |
|  | Sarracenia minor         |
|  |                          |
|  | Sarracenia mitchelliana  |
|  |                          |
|  | Sarracenia moorei        |
|  |                          |
|  | Sarracenia naczii        |
|  |                          |
|  | Sarracenia oreophila     |
|  |                          |
|  | Sarracenia popei         |
|  |                          |

Alte specii:
- Sarracenia naczii
- Sarracenia popei
- Sarracenia readii
- Sarracenia rehderi
- Sarracenia swaniana
- Sarracenia wrigleyana

### Subspecii
După McPherson & Schnell (2011):
- Sarracenia alata
  - S. alata var. alata   (autonim)

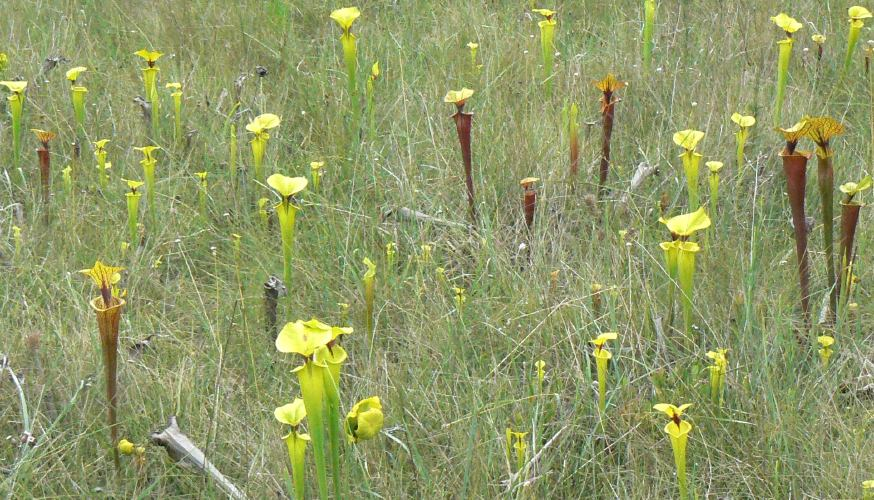
Sarracenia flava: var. ornata, var. rubricorpora și var. rugelii.

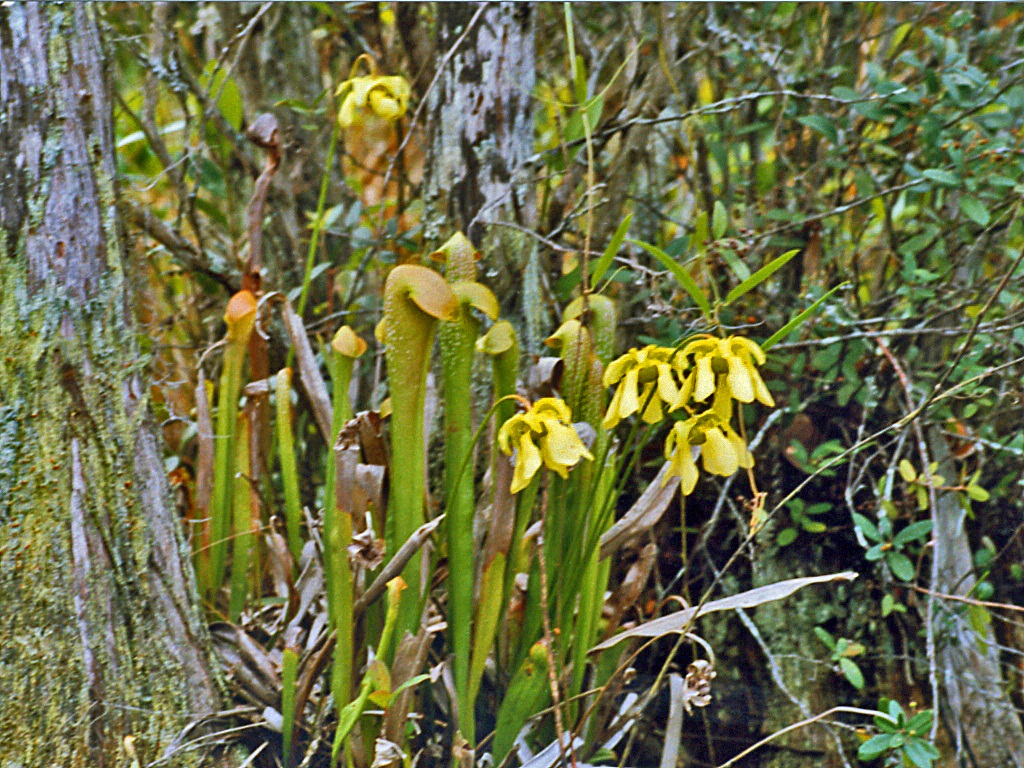
Sarracenia minor var. okefenokeensis în Okefenokee Swamp Park

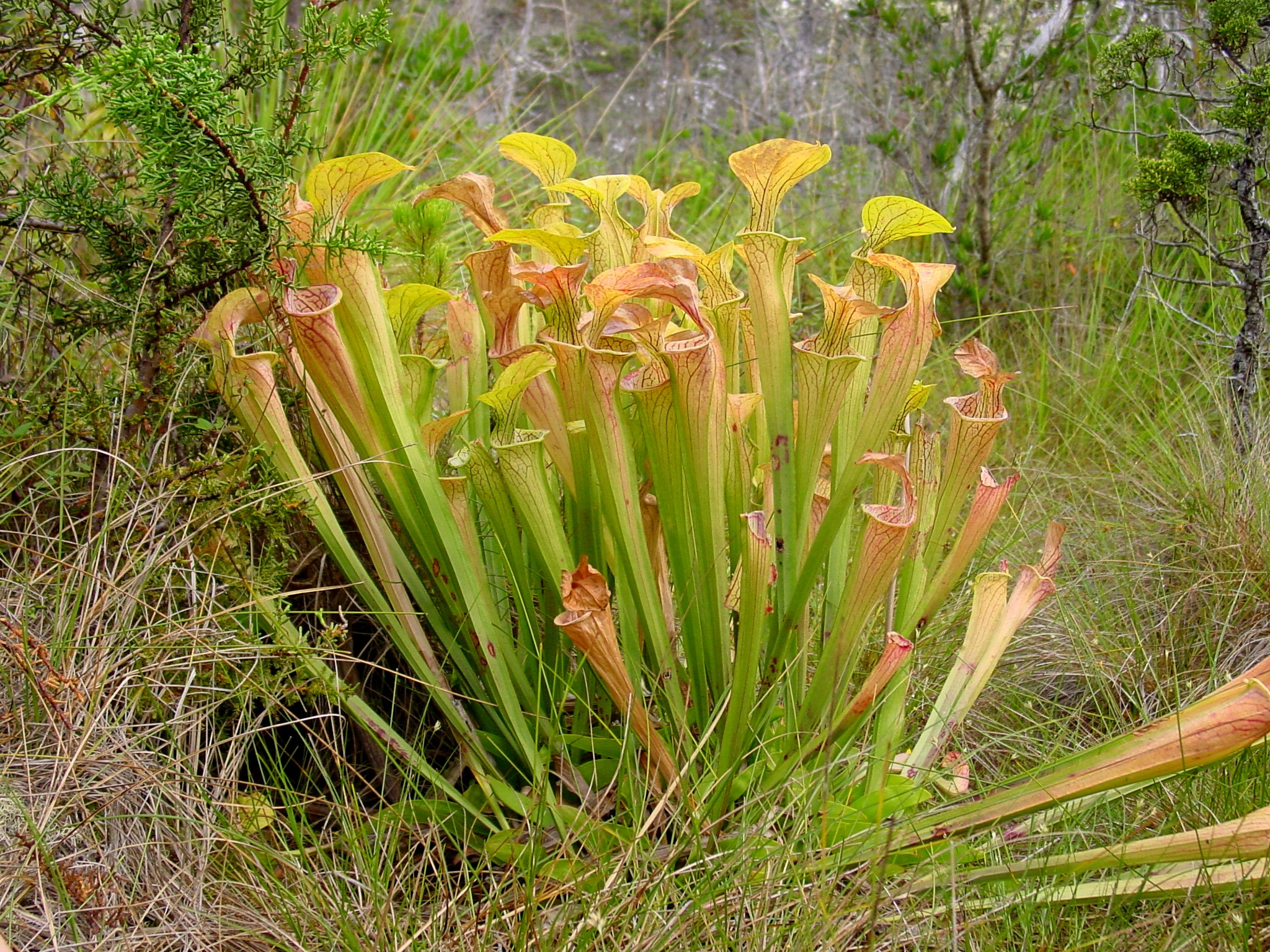
Sarracenia oreophila in habitat

    - S. alata var. alata f. viridescens   S.McPherson & D.E.Schnell[nb a]

  - S. alata var. atrorubra   S.McPherson & D.E.Schnell
  - S. alata var. cuprea   S.McPherson & D.E.Schnell
  - S. alata var. nigropurpurea   P.D'Amato ex S.McPherson & D.E.Schnell
  - S. alata var. ornata   S.McPherson & D.E.Schnell
  - S. alata var. rubrioperculata   S.McPherson & D.E.Schnell
- Sarracenia flava
  - S. flava var. flava   (autonim)
    - S. flava var. flava f. viridescens   S.McPherson & D.E.Schnell[nb a]

  - S. flava var. atropurpurea   (Hort. W.Bull ex Mast.) Hort. W.Bull ex W.Robinson
  - S. flava var. cuprea   D.E.Schnell
  - S. flava var. maxima   Hort. W.Bull ex Mast.
  - S. flava var. ornata   Hort. Bull ex W.Robinson
  - S. flava var. rubricorpora   D.E.Schnell
  - S. flava var. rugelii   (Shuttlew. ex A.DC.) Mast.
- Sarracenia leucophylla
  - S. leucophylla var. leucophylla   (autonim)
    - S. leucophylla var. leucophylla f. viridescens   S.McPherson & D.E.Schnell[nb a]

  - S. leucophylla var. alba   (Hort. T.Baines ex R.Hogg & T.Moore) J.Pietropaolo & P.Pietropaolo ex S.McPherson & D.E.Schnell
- Sarracenia minor
  - S. minor var. minor   (autonim)
    - S. minor var. minor f. viridescens   S.McPherson & D.E.Schnell

  - S. minor var. okefenokeensis   D.E.Schnell
- Sarracenia oreophila
  - S. oreophila var. oreophila   (autonim)
  - S. oreophila var. ornata   S.McPherson & D.E.Schnell
- Sarracenia psittacina
  - S. psittacina var. psittacina   (autonim)
    - S. psittacina var. psittacina f. viridescens   S.McPherson & D.E.Schnell

  - S. psittacina var. okefenokeensis   S.McPherson & D.E.Schnell
    - S. psittacina var. okefenokeensis f. luteoviridis   S.McPherson & D.E.Schnell
- Sarracenia purpurea
  - S. purpurea subsp. purpurea   (autonim)
    - S. purpurea subsp. purpurea f. heterophylla   (Eaton) Fern.

  - S. purpurea subsp. venosa   (Raf.) Wherry
    - S. purpurea subsp. venosa var. venosa   (autonim)
      - S. purpurea subsp. venosa var. venosa f. pallidiflora   S.McPherson & D.E.Schnell

    - S. purpurea subsp. venosa var. burkii   D.E.Schnell
      - S. purpurea subsp. venosa var. burkii f. luteola   R.L.Hanrahan & J.Miller

    - S. purpurea subsp. venosa var. montana   D.E.Schnell & R.O.Determann
- Sarracenia rubra
  - S. rubra subsp. rubra   (autonim)
  - S. rubra subsp. alabamensis   (Case & R.B.Case) S.McPherson & D.E.Schnell[nb b]
  - S. rubra subsp. gulfensis   D.E.Schnell
    - S. rubra subsp. gulfensis f. luteoviridis   S.McPherson & D.E.Schnell

  - S. rubra subsp. jonesii   (Wherry) Wherry
    - S. rubra subsp. jonesii f. viridescens   S.McPherson & D.E.Schnell

  - S. rubra subsp. wherryi   (Case & R.B.Case) D.E.Schnell
  - S. rubra "Incompletely diagnosed taxon from Georgia and South Carolina"   (undescribed)

### Hibrizi

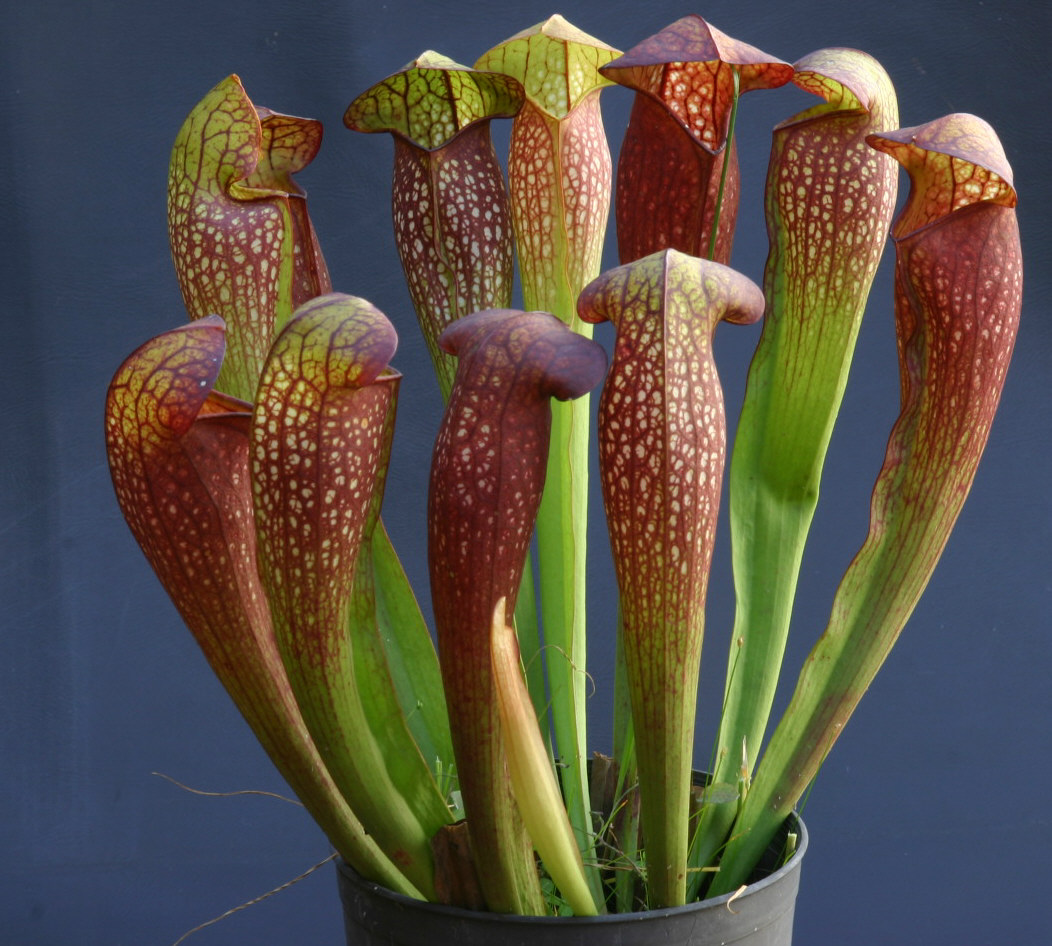
Hibrid Sarracenia

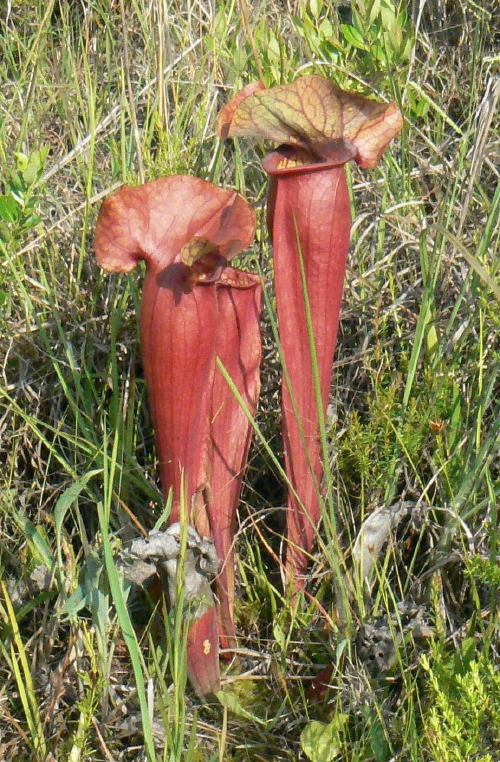
Sarracenia flava × S. purpurea în Florida

- Sarracenia × catesbaei = S. flava × S. purpurea
- Sarracenia × moorei = S. flava × S. leucophylla
- Sarracenia × popei = S. flava × S. rubra
- Sarracenia × harperi = S. flava × S. minor
- Sarracenia × alava = S. flava × S. alata
- Sarracenia × mitchelliana = S. purpurea × S. leucophylla
- Sarracenia × exornata = S. purpurea × S. alata
- Sarracenia × chelsonii = S. purpurea × S. rubra
- Sarracenia × swaniana = S. purpurea × S. minor
- Sarracenia × courtii = S. purpurea × S. psittacina
- Sarracenia × pureophila = S. purpurea × S. oreophila
- Sarracenia × readii = S. leucophylla × S. rubra
- Sarracenia × farnhamii = S. leucophylla × S. rubra
- Sarracenia × excellens = S. leucophylla × S. minor
- Sarracenia × areolata = S. leucophylla × S. alata
- Sarracenia × wrigleyana = S. leucophylla × S. psittacina
- Sarracenia × ahlesii = S. alata × S. rubra
- Sarracenia × rehderi = S. rubra × S. minor
- Sarracenia × gilpini = S. rubra × S. psittacina
- Sarracenia × formosa = S. minor × S. psittacina
- Sarracenia × mineophila = S. minor × S. oreophila
- Sarracenia × psittata = S. psittacina × S. alata